# (35418) 1998 AP5
1998 AP5 (asteroide 35418) é um asteroide da cintura principal. Possui uma excentricidade de 0.12477480 e uma inclinação de 14.17997º.
Este asteroide foi descoberto no dia 8 de janeiro de 1998 por ODAS em Caussols.